# Gryphaeidae
Gryphaeidae – rodzina małży nitkoskrzelnych z rzędu Ostreoida blisko spokrewnionych z ostrygami (Ostreidae). Muszle silnie zróżnicowane, o długości do 280 mm. Kolisty w przekroju mięsień zwieracz jest położony w pobliżu listwy zamka. Rodzina obejmuje nieliczne gatunki współcześnie żyjące oraz wiele wymarłych.
Gatunki współcześnie żyjące grupowane są w rodzajach:
- Empressostrea
- Gryphaea
- Hyotissa
- Neopycnodonte
- Parahyotissa
- Pycnodonte